# HESX1
HESX1 (англ. HESX homeobox 1) – білок, який кодується однойменним геном, розташованим у людей на короткому плечі 3-ї хромосоми.  Довжина поліпептидного ланцюга білка становить 185 амінокислот, а молекулярна маса — 21 409.
| 10         |  | 20         |  | 30         |  | 40         |  | 50         |
| ---------- |  | ---------- |  | ---------- |  | ---------- |  | ---------- |
| MSPSLQEGAQ |  | LGENKPSTCS |  | FSIERILGLD |  | QKKDCVPLMK |  | PHRPWADTCS |
| SSGKDGNLCL |  | HVPNPPSGIS |  | FPSVVDHPMP |  | EERASKYENY |  | FSASERLSLK |
| RELSWYRGRR |  | PRTAFTQNQI |  | EVLENVFRVN |  | CYPGIDIRED |  | LAQKLNLEED |
| RIQIWFQNRR |  | AKLKRSHRES |  | QFLMAKKNFN |  | TNLLE      |  |            |

A: Аланін

C: Цистеїн

D: Аспарагінова кислота

E: Глутамінова кислота

F: Фенілаланін

G: Гліцин

H: Гістидин

I: Ізолейцин

K: Лізин

L: Лейцин

M: Метіонін

N: Аспарагін

P: Пролін

Q: Глутамін

R: Аргінін

S: Серин

T: Треонін

V: Валін

W: Триптофан

Кодований геном білок за функцією належить до білків розвитку. 
Задіяний у таких біологічних процесах як транскрипція, регуляція транскрипції, поліморфізм. 
Білок має сайт для зв'язування з ДНК. 
Локалізований у ядрі.